# Kathy Mattea
Kathleen Alice Mattea conosciuta come Kathy Mattea (South Charleston, 21 giugno 1959) è un'artista musicale country e bluegrass statunitense.
Dal 1983 ha pubblicato diciassette album ed è entrata nella classifica Billboard con più di trenta singoli.

## Album
- 1984 - Kathy Mattea
- 1985 - From My Heart
- 1986 - Walk The Way The Wind Blows
- 1987 - Untasted Honey
- 1989 - Willow In The Wind
- 1991 - Time Passes By
- 1992 - Lonesome Standard Time
- 1993 - Walking Away A Winner
- 1994 - Good News Radio Special
- 1997 - Love Travels
- 2000 - The Innocent Years
- 2002 - Roses
- 2003 - Joy For Christmas Day
- 2005 - Right Out of Nowhere
- 2008 - Coal